# Diplostyla concolor
Genre
Synonymes
- Stylophora Menge, 1866 nec Schweigger 1819

Espèce
Synonymes
- Linyphia concolor Wider, 1834
- Theridion filipes Blackwall, 1836
- Stylophora albomaculata Menge, 1866
- Micryphantes grandimanus Ohlert, 1867
- Bathyphantes conicus Crosby & Bishop, 1928

Diplostyla concolor, unique représentant du genre Diplostyla, est une espèce d'araignées aranéomorphes de la famille des Linyphiidae.

## Distribution
Cette espèce se rencontre en zone holarctique.

## Description

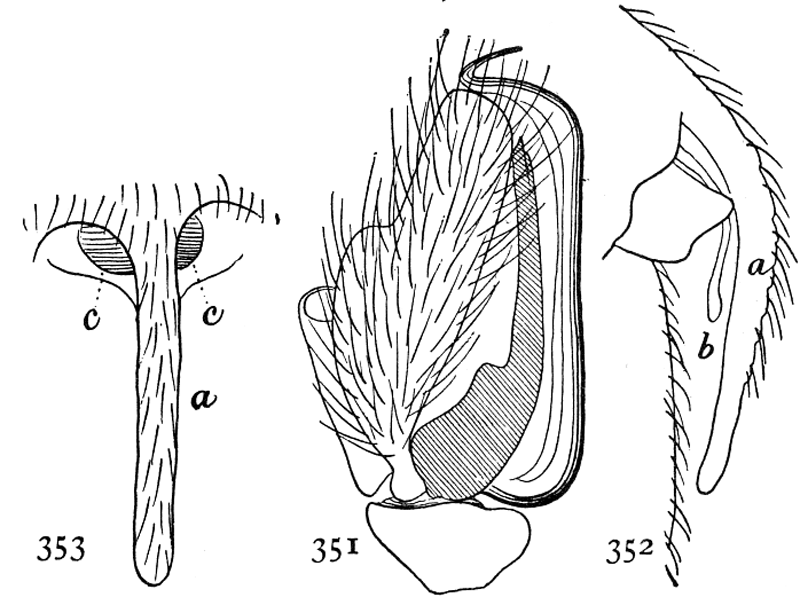
Diplostyla concolor 353, épigyne de dessus ; 351 palpes du mâle ; 352 épigyne de côté.

Le mâle décrit par Ivie en 1969 mesure 2,5 mm et la femelle 2,4 mm.

## Publications originales
- Wider, 1834 : Beschreibung der Arachniden. in Zoologische miscellen. Museum Senckenbergianum, Abhandlungen aus dem Gebiete der beschreibenden Naturgeschichte, vol. 1, p. 195-276.
- Emerton, 1882 : New England spiders of the family Theridiidae. Transactions of the Connecticut Academy of Arts and Sciences, vol. 6, p. 1-86.